# Wyręby (Rożnowice)
Wyręby – część wsi Rożnowice w Polsce, położona w województwie małopolskim, w powiecie gorlickim, w gminie Biecz.
W latach 1975–1998 Wyręby położone były w województwie krośnieńskim.